# Región de Normandía
Normandía (en francés: Normandie; en normando: Normaundie) es una de las trece regiones que, junto con los territorios de ultramar, conforman la República Francesa. Su capital administrativa es Ruan y la política, Caen, sede del Consejo regional. Está ubicada al noroeste del país, limitando al oeste y norte con el canal de la Mancha, al este con Alta Francia, Isla de Francia y Centro-Valle del Loira, al sur con Países del Loira y al suroeste con Bretaña. Con 29 906 km² es la cuarta región menos extensa, por delante de Bretaña, Isla de Francia y Córcega. 
Se creó por la reforma territorial de 2014,  fusionándose Alta Normandía y Baja Normandía; entró en vigor el 1 de enero de 2016. Reproduce en gran medida los límites territoriales de la antigua provincia de Normandía.